# Cuerda simpática

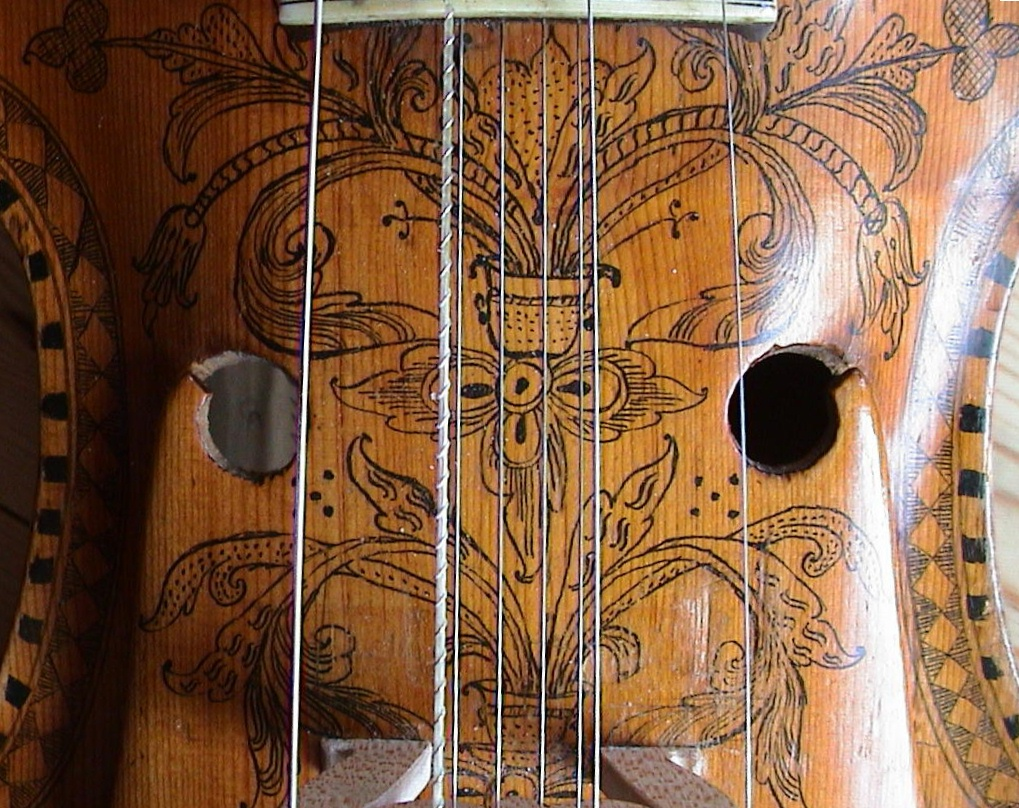
Hardangerfele

Una cuerda simpática es una cuerda de resonancia en un instrumento musical, auxiliar a una cuerda principal que se toca. 
Estas cuerdas se encuentran en varios instrumentos de India, del Barroco y del folclor. Son vibradas indirectamente por el tono producido por las cuerdas principales, basadas en el principio de resonancia simpática. La resonancia es usualmente más escuchada cuando la frecuencia fundamental de la cuerda está en unísono, o a una octava más baja o más alta que la nota catalizadora, aunque esto puede ocurrir para otros intervalos, tales como el de quinta, con menor efecto.

## Instrumentos con cuerdas simpáticas
- Baryton
- Bazantar
- Crwth
- Dilruba
- Esraj
- Gadulka
- Gottuvadhyam
- Gudok
- Hardingfele
- Herati Dutar
- Zanfoña
- H'arpeggione
- Mohan veena
- Moonlander
- Imrat Guitar
- Nyckelharpa
- Rubab
- Sarangi
- Sarod
- Sitar
- Ten-string guitar
- Ukelin
- Viola d'amore
- Samvadini (harmonium con cuerdas)